# Língua squamish
Squamish ([ˈskwɔːmɪʃ]; Sḵwx̱wú7mesh sníchim, sníchim que significa "linguagem") é uma língua Salishe costeira falada pelo povo falado pelo povo Squamish do sudoeste da Colúmbia Britânica, Canadá, centrado em suas comunidades de reserva indígenas em Squamish, North Vancouver, e West Vancouver Uma renderização histórica arcaica do nativo Sḵwx̱wú7mesh  é  Sko-ko-mish , mas isso não deve ser confundido com o nome do povo Skokomish do estado de Washington. O Squamish é o mais intimamente relacionado para as línguas  Sechelt, Halkomelem e Nooksack

## Documentação
Antropólogos e linguistas que trabalharam na língua Squamish remontam à década de 1880. A primeira coleção de palavras foi feita pelo antropólogo alemão Franz Boas. Durante a década seguinte, o antropólogo Charles Hill-Tout coletou algumas palavras, frases e histórias des Squamishes. Na década de 1930, o antropólogo Homer Barnett trabalhou com Jimmy Frank para coletar informações sobre a cultura Squamish tradicional, incluindo algumas palavras da língua. Na década de 1950, o linguista holandês Aert H. Kuiper] trabalhou na primeira gramática abrangente da língua Squamish, mais tarde publicada como "The Squamish Language" (1967). Em 1968, o “British Columbia Language Project” realizou mais documentação da língua e cultura Squamish. Randy Bouchard e Dorothy Kennedy, os principais colaboradores deste projeto, criaram o sistema de escrita usado atualmente para o Squamish. O dicionário bilíngue Squamish-English (editado por Peter Jacobs e Damara Jacobs) foi publicado pela “University of Washington Press” em 2011.

## Uso e revitalização

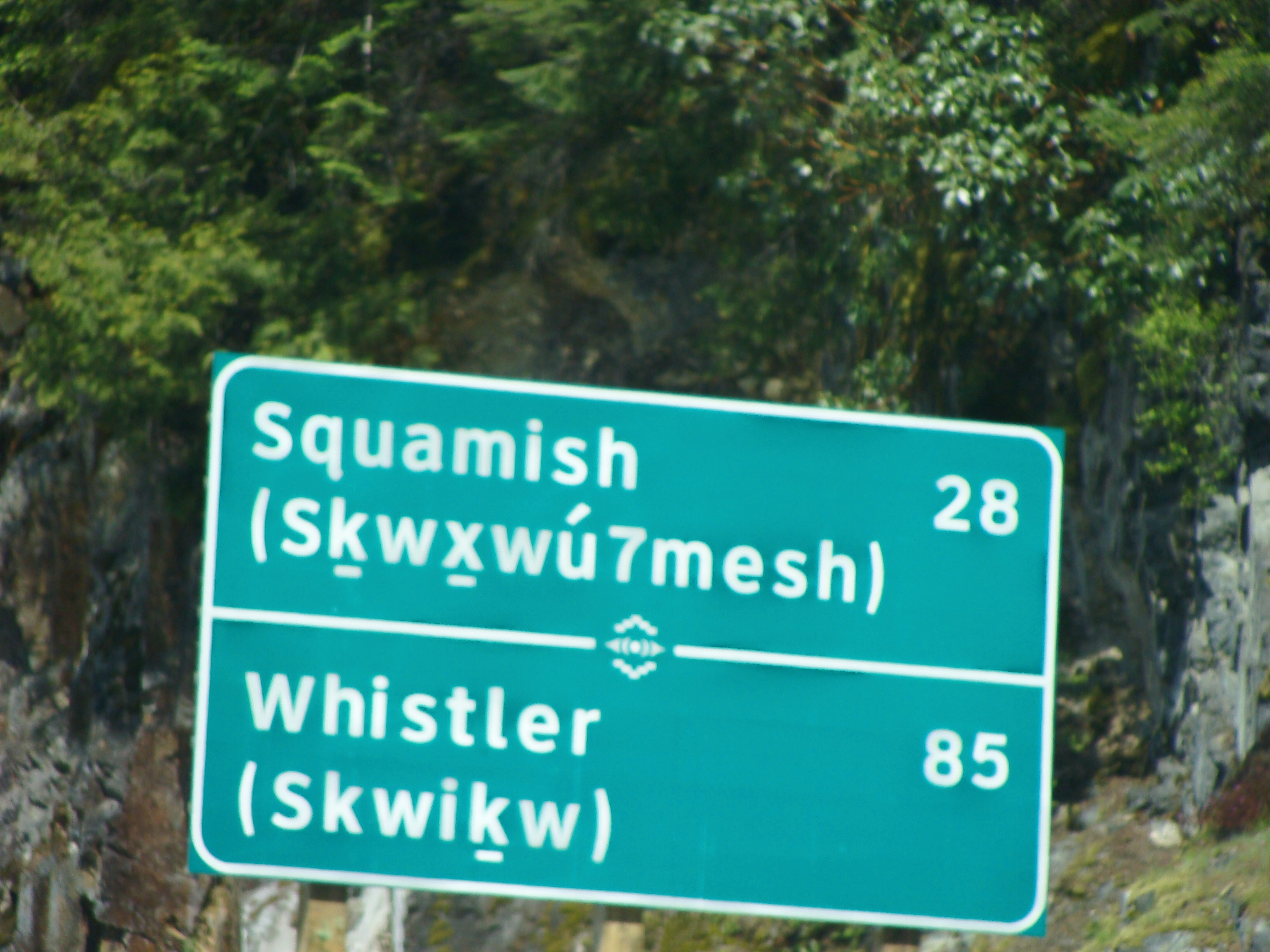
Sinal bilíngue em estrada - Squamish e Inglês. Visto na estrada 99

Em 1990, o Chefe e o Conselho do povo Squamish declararam Squamish como a língua oficial do seu povo, uma declaração feita para assegurar o financiamento da língua e a sua revitalização.. Em 2010, o Conselho do Patrimônio, Língua e Cultura dos Primeiros Povos considerou o idioma "criticamente ameaçado" e "quase extinto", com apenas dez pessoas fluentes. Em 2011, o idioma estava sendo ensinado usando-se a técnica ["Where Are Your Keys?" e um dicionário Squamish-English também foi concluído em 2011.
Um festival de Squamish foi agendado para 22 de abril de 2013, com dois anciãos fluentes, com o objetivo de inspirar mais esforços para manter a língua viva. Rebecca Campbell, uma das organizadoras do evento, comentou:

"O festival faz parte de um esforço multifacetado para garantir a sobrevivência a longo prazo da língua, não apenas ensinando-a nas escolas, mas incentivando os pais a falar em casa. Os trabalhadores culturais da Nação Squamish, por exemplo, começaram a fornecer aos pais e crianças uma lista de frases comuns de Squamish que podem ser usadas em casa, como forma de reforçar o aprendizado que acontece na “Sea to Sky School District]. Até agora, 15 famílias na área de Squamish são parte do programa ... 'O objetivo é reviver a linguagem, tentando que ela seja usada todos os dias em casa - recebendo os pais a bordo, não apenas as crianças.'"

Atualmente, existem 449 alunos de idiomas ativos da língua Squamish. Em 2014, um programa em idioma Squamish foi disponibilizado na Universidade Capilano. O programa, Certificado de Língua e Cultura, destina-se a permitir que seus respectivos alunos aprendam sobre a língua e a cultura. Além disso, a Simon Fraser University lançou a Squamish Language Academy, na qual os alunos aprendem a língua Squamish por dois anos. Os programas acima mencionados aumentam o número de alunos de idiomas ativos a cada ano.

## Fonologia

### Vogais
O sistema de vogais em Squamish apresenta quatro sons,  / i /,  / a /,  / u /, bem como um som schwa  / ə /, cada um com variantes fonéticas. Há uma boa quantidade de sobreposição entre os espaços vocálicos, com as relações tonicidade e adjacência como principais contribuintes. Os fonemas vocálicos Squamish estão listados abaixo em IPA e com sua ortografia.
|             | Anterior | Central | Posterior |
| ----------- | -------- | ------- | --------- |
| Fechada     | /i/ i    |         | /u/ u     |
| Meio-aberta |          | /ə/ e   |           |
| Aberta      |          | /a/ a   |           |

#### Variantes de vogais
/ i / tem quatro variantes fonéticas principais [e, ɛ, ɛy, i], cuja superfície depende das relações de adjacência com as consoantes ou tonicidade.
- [ɛ] superfícies que precedem consoantes uvulares, e podem existir em uma relação não adjacente, desde que nenhuma outra vogal intervenha. [ɛy] superfícies que procedem uma consoante uvular, antes de uma consoante não-uvular.
- [e] seperfícies em ambientes não uvulares quando / i / está em sílabas acentuadas.

/ a / tem quatro variantes fonéticas principais [ɛ, æ, ɔ, ɑ].
- [ɛ, æ] de superfície quando palatais estão presentes (com exceção de / y /)
- [ɔ] de superfície quando estão presentes consoantes labiais / labializadas (com exceção de / w /.
- [a] de superfície quando não nas condições anteriores. A tonicidade geralmente não altera a vogal.

/você/
- [o] superfície em sílabas tônicas.

### Consoantes
São os seguinte os fonemas consoantes do Squamish em IPA e com a ortografia da língua:

|                     |             | Bilabial | Alveolar | Alveolar  | Alveolar    | Postalveolar | Velar       | Velar       | Uvular  | Uvular    | Glotal |
| simples             | africada    | Bilabial | lateral  | plana     | labializada | Postalveolar | plana       | labializada |         |           | Glotal |
| ------------------- | ----------- | -------- | -------- | --------- | ----------- | ------------ | ----------- | ----------- | ------- | --------- | ------ |
| Oclusiva e africada | plana       | /p/ p    | /t/ t    | /t͡s/ ts   |             | /t͡ʃ/ ch      | (/k/) (k)   | /kʷ/ kw     | /q/ ḵ   | /qʷ/ ḵw   | /ʔ/ 7  |
| Oclusiva e africada | Ejetiva     | /pʼ/ pʼ  | /tʼ/ tʼ  | /t͡sʼ/ tsʼ | /t͡ɬʼ/ tlʼ   | /t͡ʃʼ/ chʼ    | (/kʼ/) (kʼ) | /kʼʷ/ kwʼ   | /qʼ/ ḵʼ | /qʼʷ/ ḵwʼ |        |
| Fricativa           | Fricativa   |          | /s/ s    |           | /ɬ/ lh      | /ʃ/ sh       |             | /xʷ/ xw     | /χ/ x̱   | /χʷ/ x̱w   |        |
| Nasal e aproximante | plain       | /m/ m    | /n/ n    |           | /l/ l       | /j/ y        |             | /w/ w       |         |           | /h/ h  |
| Nasal e aproximante | Glotalizada | /m̰/ mʼ   | /n̰/ nʼ   |           | /l̰/ lʼ      | /j̰/ yʼ       |             | /w̰/ wʼ      |         |           |        |

### Modificadores
Outros símbolos incluem marcas de glottal oclusiva e de tonicidade.
 / ʔ / ou 7  representa uma glotal oclusiva. A glotalização pode ocorrer em uma variedade de consoantes (por exemplo: m / n / l / y / w) e depois ou antes das vogais.

## Escrita
A tabela a seguir mostra as vogais e consoantes e seus respectivos símbolos ortográficos]. Vogais marcadas com um asterisco indicam variação fonológica. As consoantes são ordenadas por local (bilabial a uvular descendente) e por voz (Esquerda- Surda: Direita- Sonora). Notar que, O Squamish não contém plosivas sonoras, como é típico das línguas da família das línguas Salishes Como o caractere glifo  / ʔ / não é encontrado em teclados e não existia na maioria das fontes até a adoção generalizada de Unicode, a ortografia de Squamish ainda representa convencionalmente a parada glótica com o símbolo numérico 7; O mesmo caractere glifo também é usado como um dígito para representar o número sete.
O outro caractere especial é uma marca de tonicidade (á, é, í ou ú). Isso indica que a vogal deve ser percebida como mais alta e um pouco mais longa.
| Fonema     | Ortografia | Fonema | Ortografia |
| Vogais     | Vogais     | Vogais | Vogais     |
| ---------- | ---------- | ------ | ---------- |
| /i/        | i          | /ɪ/    | i          |
| */ɛ/       | i          | /e/    | i          |
| */æ/       | a          | */ɛy/  | i          |
| /u/        | u          | */ʊ/   | u          |
| */o/       | u          | */ɔ/   | u          |
| /ə/        | e          | */ʌ/   | e          |
| /a/        | a          | */ɑ/   | ao         |
| Consoantes |            |        |            |
| /p/        | p          | /m/    | m          |
| /pʼ/       | p̓          | /ˀm/   | m̓          |
| /t/        | t          | /n/    | n          |
| /tɬʼ/      | t’         | /ˀn/   | n̓          |
| /tʃ/       | ts         | /ɬ/    | lh         |
| /tsʼ/      | ts̓         | /z/    | z          |
| /k/        | k          | /zʼ/   | z̓          |
| /kʷ/       | kw         | /h/    | h          |
| /kʼ/       | k'         | /j/    | y          |
| /kʷʼ/      | k̓w         | /j̰/    | y̓          |
| /q/        | k          | /l/    | l          |
| /qʷ/       | kw         | /l̰/    | l'         |
| /qχʼ/      | kw         |        |            |
| /qχʷʼ/     | ḵwʼ        |        |            |
| /ʔ/        | 7          |        |            |
| /ʃ/        | sh         |        |            |
| /s/        | s          |        |            |
| /χ/        | x          |        |            |
| /χʷ/       | xw         |        |            |

## Gramática
Squamish, como outras línguas Salishes, tem dois tipos principais de palavras: Clíticos e palavras completas. Clíticos podem ser artigos, ou clíticos predicativos. Palavras Squamish podem ser submetidas a reduplicação, sufixação, prefixação. Um prefixo comum é o prefixo nominalizador / s- /, que ocorre em um grande número de combinações fixas com verificadores de verbos para formar substantivos (por exemplo: / t'iq / "estar frio" -> / s-t'iq / " (o frio").

#### Reduplicação
Squamish usa uma variedade de tipos de reduplicação, servindo para expressar funções como pluralização, forma diminutiva, aspecto, etc..

### Sintaxe
Frases de Squamish seguem a forma Verbo – Sujeito – Objeto (a ação precede o iniciador e o iniciador de uma ação precede o objeto). As sentenças geralmente começam com um substantivo predicado, mas também podem começar com um verbo transitivo, verbo intransitivo ou voz passiva..
A tabela abaixo resume a ordem geral dos elementos em Squamish. Os referentes são nominais.
| Ordem | 1                    | 2                                         | 3       | 4      | 5                                         |
| ----- | -------------------- | ----------------------------------------- | ------- | ------ | ----------------------------------------- |
|       | Substantivo          |                                           | Sujeito |        |                                           |
|       | Verbo (intransitivo) | R2 (outro referente de termo relacionado) | Sujeito |        | R1(referente do termo relacionado)        |
|       | Verbo (Transitiveo)  |                                           | Sujeito | Objeto |                                           |
|       | Verbo (Passivo)      | R1(Iniciador da ação)                     | Sujeito |        | R2 (outro referente de termo relacionado) |

### Amostras de textos
• Nú, chexw men wa ha7lh? = Olá, você está bem? (saudação respeitosa)
• Nú = Olá (para fechar amigos)
• I chen tl'iḵ = Eu cheguei (usado como uma saudação)
• Chexw tl'iḵ = Você chegou (resposta à saudação acima)
• Wa chexw yuu = Tome cuidado
• Huy̓ melh halh = Adeus
• Ayás Chexw = Tenha um bom